# Lijsbeth Kuijper
Lijsbeth Kuijper, född 1778, död 1828, var en nederländsk redare. 
Hon var dotter till handlanden Cornelis Kuijper. Hon ärvde 1824 ett av landets större rederier efter sin make Jan Vastert Vas (1773–1824) med val- och sälfångstjakt på Grönland. Det var under 1820-talet ett av Nederländernas mest lönsamma företag. Hon sålde det 1827 med stor vinst till sin kompanjon och svägerska Aaltje Vas. 